# Cercanías de Lérida
Se consideran Cercanías de Lérida (en catalán: Rodalia de Lleida) los servicios de trenes de cercanías y regionales de Rodalies de Catalunya y los servicios de la Línea Lérida-Puebla de Segur de FGC que recorren por las diferentes poblaciones de la provincia de Lérida y que son incluidos al Sistema Tarifario Integrado de la ATM Área de Lerida. 

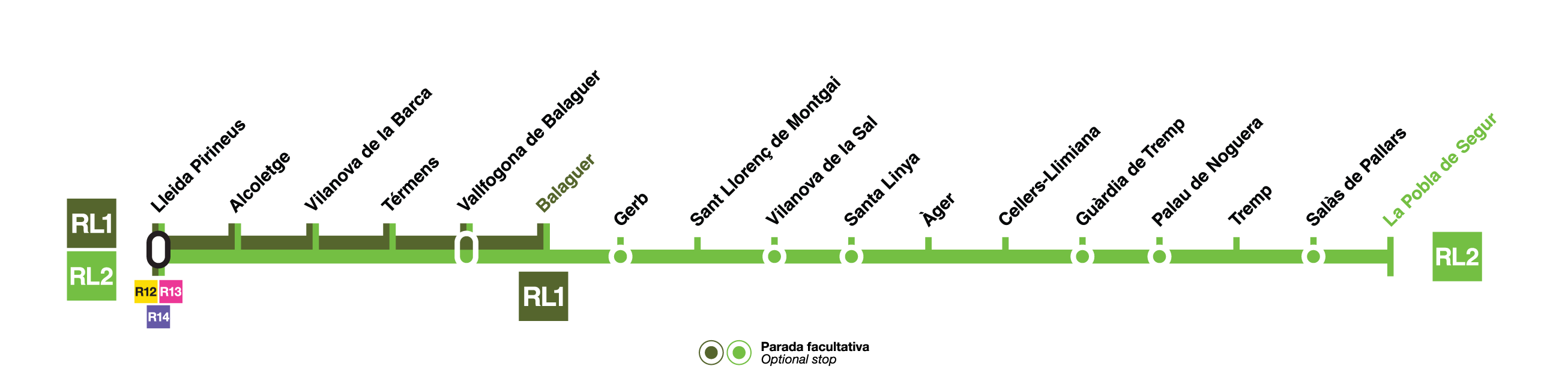
Mapa de las líneas de FGC

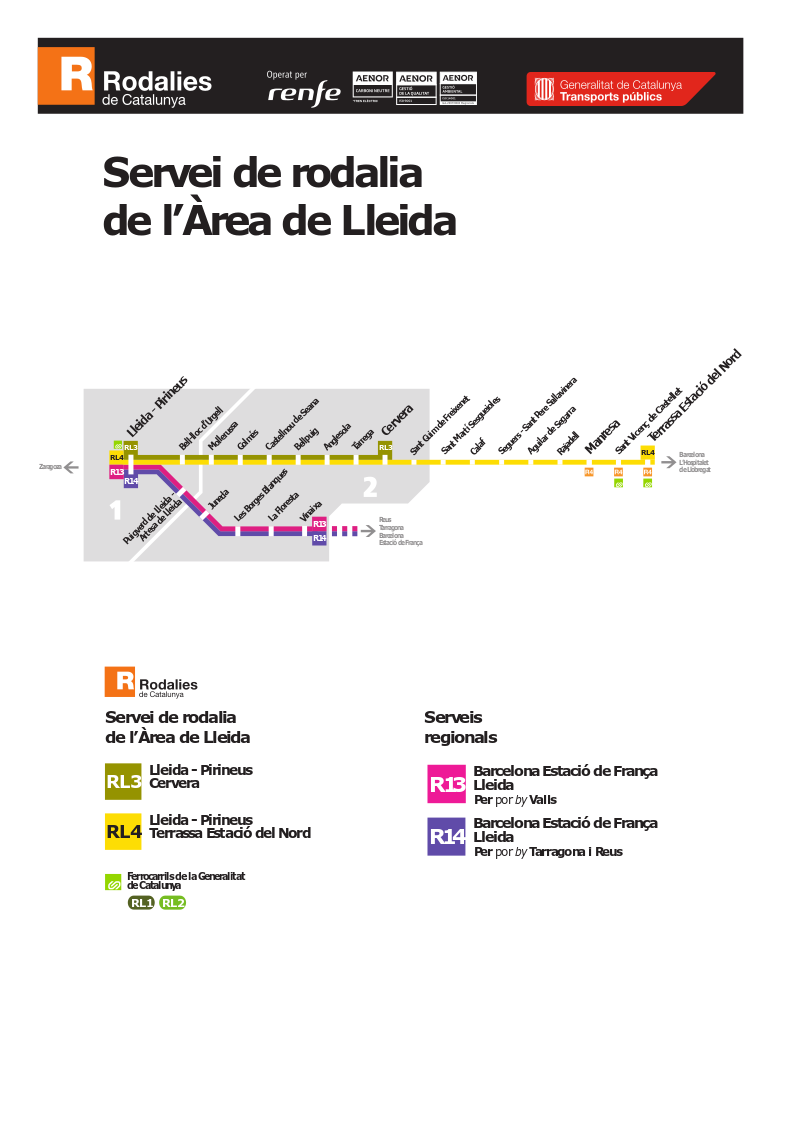
Mapa de las líneas de Rodalies de Catalunya

## Líneas
El servicio de cercanías de Lérida cuenta con cuatro líneas de cercanías, RL1, RL2, RL3 y RL4; así como dos líneas de regionales de forma parcial: R13 y R14.
| Línea                                   | Recorrido                                                             |
| Rodalies de Catalunya operado por Renfe | Rodalies de Catalunya operado por Renfe                               |
| --------------------------------------- | --------------------------------------------------------------------- |
|                                         | Lérida Pirineos - Cervera(Hasta finales del 2025)                     |
|                                         | Lérida Pirineos - Tarrasa-Estación del Norte (Hasta finales del 2025) |
|                                         | Lérida Pirineos - Vinaixa                                             |
| Línea Lérida - Puebla de Segur de FGC   |                                                                       |
|                                         | Lérida Pirineos - Balaguer                                            |
|                                         | Lérida Pirineos - La Puebla de Segur                                  |
| Línea Lérida - Tarrasa de FGC           |                                                                       |
|                                         | Lérida Pirineos - Cervera(Para finales del 2025)                      |
|                                         | Lérida Pirineos - Tarrasa-Estación del Norte (Para finales de 2025)   |

## Antecedentes

Plano esquemático según las previsiones del 2009.

El primer proyecto de un servicio de tren de cercanías para Lérida fue incluido en el Plan de Viajeros de Cataluña 2008-2012, elaborado por la Generalidad de Cataluña, y preveía la creación de una red ferroviaria de cercanías aprovechando la infraestructura ya existente. Se crearían tres líneas aprovechando las líneas de Lérida - Puebla de Segur, Lérida-Manresa y Lérida-Tarragona.
Los ayuntamientos de Monzón, Binéfar, Tamarite de Litera y Altorricón, pertenecientes a la provincia de Huesca, reclamaron incorporarse a la red de cercanías de Lérida, aunque al sobrepasarse los límites autonómicos hubiera sido necesario, además del traspaso de las competencias a la Generalidad de Cataluña, el visto bueno del Ministerio de Fomento y del gobierno aragonés.